# Petru Iambor
Petru Iambor, (n. 4 august 1939, Beba Veche, județul Timiș – d. 15 aprilie 2003, Cluj-Napoca) a fost un istoric și arheolog medievist, cercetător științific la Institutul de Istorie și Arheologie Cluj (1964 - 1975) și Muzeul Național de Istorie a Transilvaniei Cluj-Napoca (1975 - 2003), profesor asociat la Universitatea de Vest Timișoara (1991 - 1997).

## Cercetări arheologice
Dr. Iambor Petru
- Dăbâca,
- Cluj-Mănăștur,
- Cenad,
- Cluj-Napoca,
- Unguraș ș.a.

## Operă principală
- Așezări fortificate din Transilvania (sec. IX-XIII), Cluj-Napoca, ed. Argonaut, 2005.